# Dolichopus bruesi
Dolichopus bruesi är en tvåvingeart som beskrevs av Van Duzee 1921. Dolichopus bruesi ingår i släktet Dolichopus och familjen styltflugor. Inga underarter finns listade i Catalogue of Life.